# Joué-en-Charnie
Joué-en-Charnie est une commune française, située dans le département de la Sarthe en région Pays de la Loire, peuplée de 597 habitants (les Jouésiens).
La commune fait partie de la province historique du Maine.

## Géographie
Joué-en-Charnie est un village sarthois situé à 30 km à l'ouest du Mans en direction de Laval. Le principal cours d'eau traversant la commune est le Palais.

### Communes limitrophes
|                      | Chemiré-en-Charnie  | Épineu-le-Chevreuil |
| Saint-Denis-d'Orques | Joué-en-Charnie     | Chassillé           |
| Brûlon               | Mareil-en-Champagne | Loué                |

### Climat
Pour des articles plus généraux, voir Climat des Pays de la Loire et Climat de la Sarthe.
En 2010, le climat de la commune est de type climat océanique dégradé des plaines du Centre et du Nord, selon une étude du CNRS s'appuyant sur une série de données couvrant la période 1971-2000. En 2020, Météo-France publie une typologie des climats de la France métropolitaine dans laquelle la commune est exposée à un climat océanique et est dans la région climatique  Moyenne vallée de la Loire, caractérisée par une bonne insolation (1 850 h/an) et un été peu pluvieux. 
Pour la période 1971-2000, la température annuelle moyenne est de 11,1 °C, avec une amplitude thermique annuelle de 14 °C. Le cumul annuel moyen de précipitations est de 741 mm, avec 12,2 jours de précipitations en janvier et 6,9 jours en juillet. Pour la période 1991-2020, la température moyenne annuelle observée sur la station météorologique de Météo-France la plus proche, sur la commune de Rouessé-Vassé à 16 km à vol d'oiseau, est de 11,7 °C et le cumul annuel moyen de précipitations est de 806,9 mm,. Pour l'avenir, les paramètres climatiques de la commune estimés pour 2050 selon différents scénarios d'émission de gaz à effet de serre sont consultables sur un site dédié publié par Météo-France en novembre 2022.

## Urbanisme

### Typologie
Au 1er janvier 2024, Joué-en-Charnie est catégorisée commune rurale à habitat dispersé, selon la nouvelle grille communale de densité à sept niveaux définie par l'Insee en 2022.
Elle est située hors unité urbaine et hors attraction des villes,.

### Occupation des sols
L'occupation des sols de la commune, telle qu'elle ressort de la base de données européenne d’occupation biophysique des sols Corine Land Cover (CLC), est marquée par l'importance des territoires agricoles (88,7 % en 2018), en diminution par rapport à 1990 (89,9 %). La répartition détaillée en 2018 est la suivante : 
prairies (48,6 %), terres arables (37,6 %), forêts (10,1 %), zones agricoles hétérogènes (2,4 %), zones urbanisées (1,2 %). L'évolution de l’occupation des sols de la commune et de ses infrastructures peut être observée sur les différentes représentations cartographiques du territoire : la carte de Cassini (XVIIIe siècle), la carte d'état-major (1820-1866) et les cartes ou photos aériennes de l'IGN pour la période actuelle (1950 à aujourd'hui).

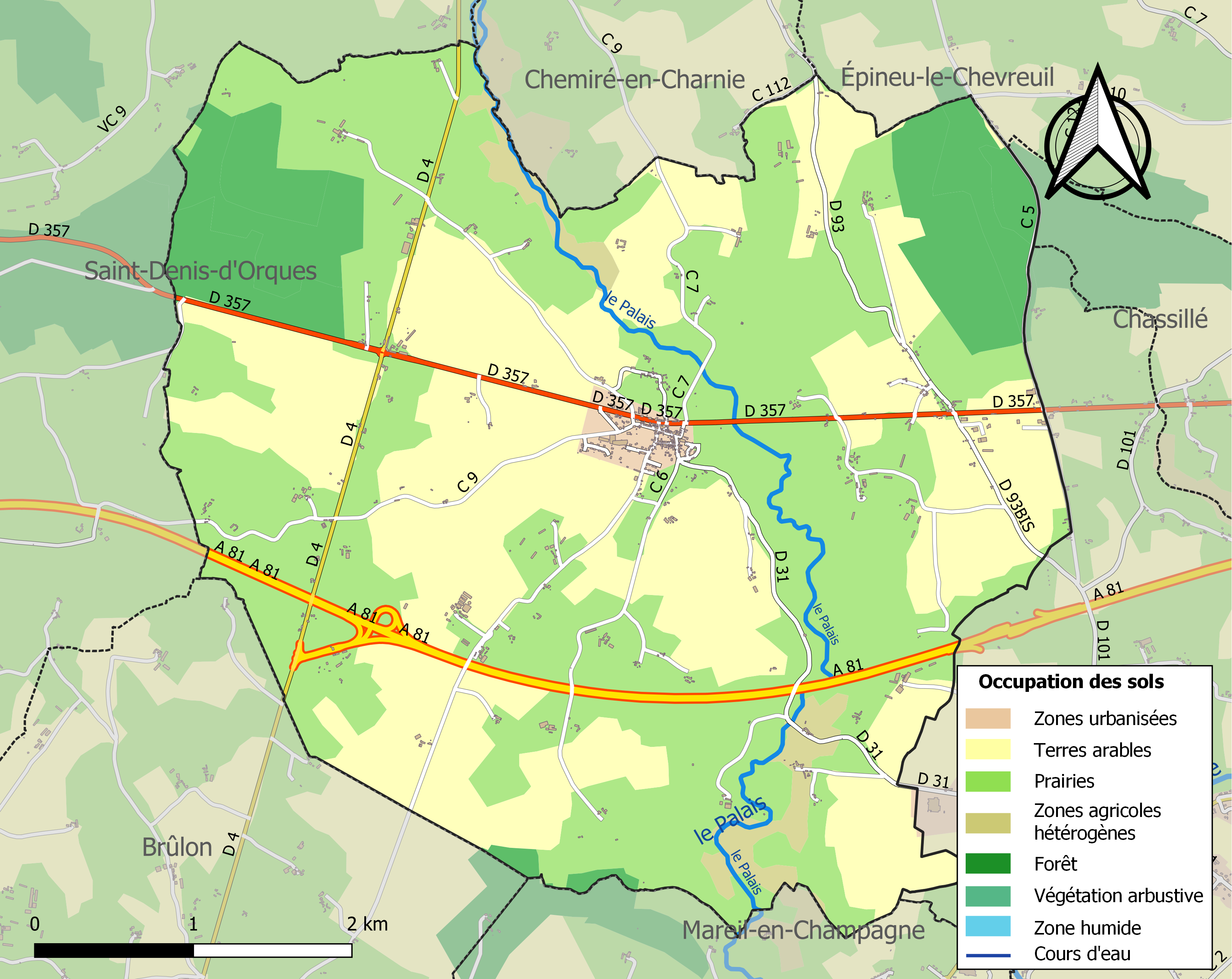
Carte des infrastructures et de l'occupation des sols de la commune en 2018 (CLC).

## Politique et administration
| Période                                  | Période   | Identité      | Étiquette | Qualité           |
| ---------------------------------------- | --------- | ------------- | --------- | ----------------- |
| 1989                                     | mars 2014 | Robert Desnos | SE        |                   |
| mars 2014                                | En cours  | Régis Noir    | SE        | Électromécanicien |
| Les données manquantes sont à compléter. |           |               |           |                   |

## Démographie
L'évolution du nombre d'habitants est connue à travers les recensements de la population effectués dans la commune depuis 1793. Pour les communes de moins de 10 000 habitants, une enquête de recensement portant sur toute la population est réalisée tous les cinq ans, les populations de référence des années intermédiaires étant quant à elles estimées par interpolation ou extrapolation. Pour la commune, le premier recensement exhaustif entrant dans le cadre du nouveau dispositif a été réalisé en 2005.
En 2022, la commune comptait 597 habitants, en évolution de −8,72 % par rapport à 2016 (Sarthe : −0,25 %, France hors Mayotte : +2,11 %).
| 1793 | 1800 | 1806 | 1821  | 1831  | 1836  | 1841  | 1846  | 1851  |
| ---- | ---- | ---- | ----- | ----- | ----- | ----- | ----- | ----- |
| 838  | 791  | 881  | 1 254 | 1 274 | 1 364 | 1 423 | 1 541 | 1 547 |

| 1856  | 1861  | 1866  | 1872  | 1876  | 1881  | 1886  | 1891  | 1896  |
| ----- | ----- | ----- | ----- | ----- | ----- | ----- | ----- | ----- |
| 1 509 | 1 472 | 1 408 | 1 226 | 1 208 | 1 090 | 1 071 | 1 110 | 1 021 |

| 1901 | 1906 | 1911 | 1921 | 1926 | 1931 | 1936 | 1946 | 1954 |
| ---- | ---- | ---- | ---- | ---- | ---- | ---- | ---- | ---- |
| 975  | 925  | 931  | 748  | 748  | 735  | 667  | 662  | 714  |

| 1962 | 1968 | 1975 | 1982 | 1990 | 1999 | 2005 | 2006 | 2010 |
| ---- | ---- | ---- | ---- | ---- | ---- | ---- | ---- | ---- |
| 676  | 611  | 531  | 482  | 464  | 518  | 590  | 598  | 629  |

| 2015 | 2020 | 2022 | - | - | - | - | - | - |
| ---- | ---- | ---- | - | - | - | - | - | - |
| 646  | 614  | 597  | - | - | - | - | - | - |

## Lieux et monuments
- Le manoir de Beaumont.
- L'église Saint-Martin.

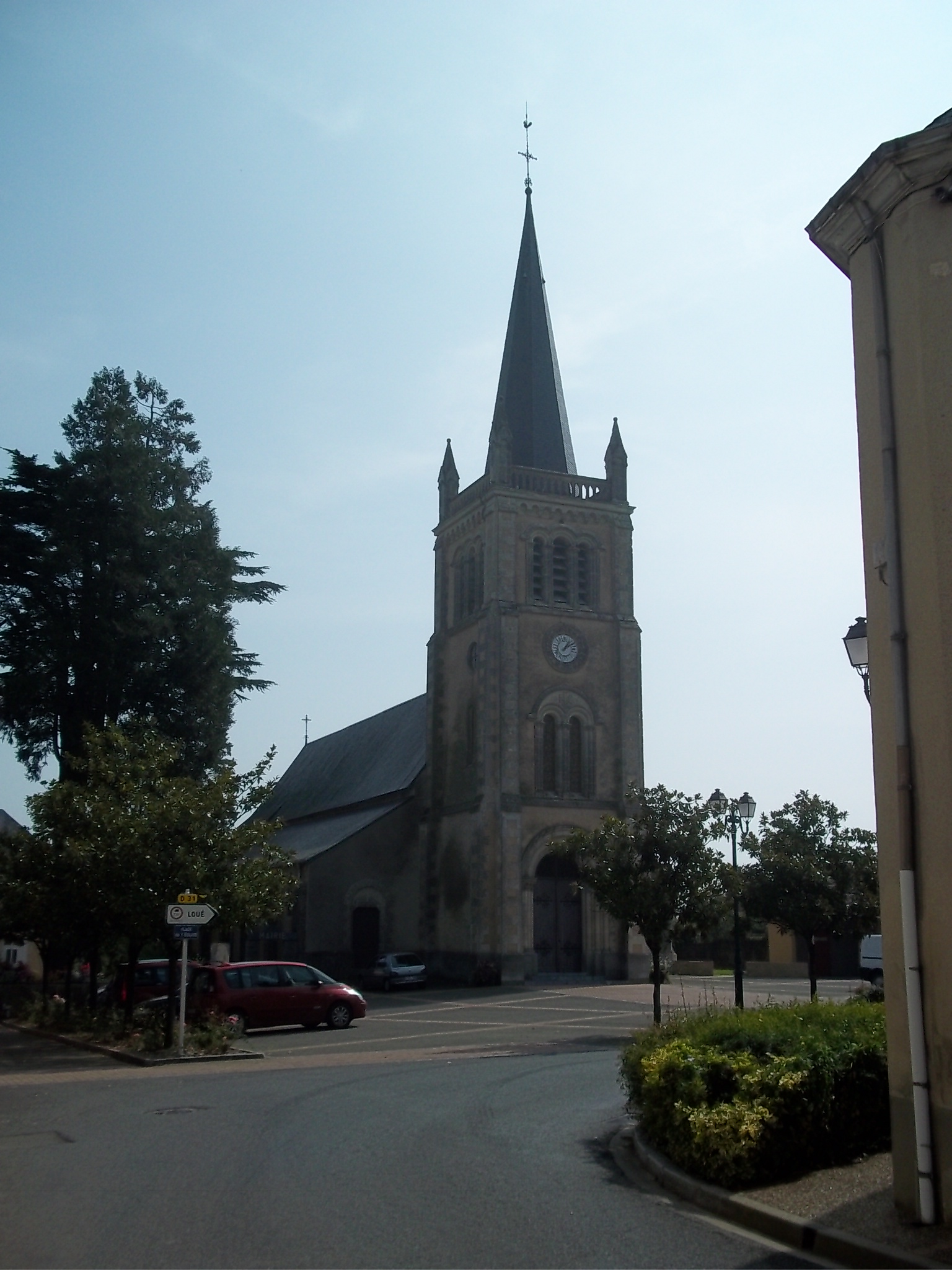
Église Saint-Martin.

- L'église Saint-Maximin de Montreuil-en-Champagne, édifice inscrit au titre des Monuments historiques[21].

## Personnalités liées
- François Berthault (1887-1934), écrivain et poète, mort à Joué-en-Charnie.